# Nuevas Ideas
Nuevas Ideas (NI) es un partido político salvadoreño de orientación populista, con una fuerte inclinación ideológica hacia el personalismo y el nacionalismo. Fue fundado el 25 de octubre de 2017 y legalizado como partido político por el Tribunal Supremo Electoral de El Salvador el 24 de agosto de 2018. Es dirigido por Xavier Zablah Bukele y liderado por el actual presidente Nayib Bukele.

## Historia

### Fundación
Después de que el entonces alcalde de San Salvador, Nayib Bukele, fuera expulsado el 10 de octubre de 2017 del FMLN, este anunció el 25 de octubre por medio de sus redes sociales la fundación de un movimiento social denominado «Nuevas Ideas», para que en un futuro pudiera convertirse en partido político y así poder competir en las elecciones presidenciales de 2019 para aspirar a la Presidencia de la República.
En cumplimiento con los requisitos legales establecidos para la formación de nuevos partidos políticos, Nayib Bukele convocó a sus simpatizantes mediante sus plataformas de redes sociales a presentarse en los más de noventa centros de recolección de firmas distribuidos en todo el territorio nacional. Esta convocatoria tenía como objetivo específico obtener 200.000 rúbricas de ciudadanos salvadoreños en un plazo de tres días, cifra necesaria para respaldar formalmente la constitución de su nueva organización política.

### Legalización
El 8 de mayo de 2018 representantes de Nuevas Ideas presentaron los libros de las firmas recolectadas al Tribunal Supremo Electoral. Como mínimo legal se necesitan 50 000 firmas para formar un instituto político, y ellos presentaron 200 000, de las cuales el registro electoral aceptó 176 076 firmas. El resto fueron rechazadas por inconsistencias o porque no figuraban en el padrón electoral. El 24 de agosto de 2018 el TSE legalizó oficialmente a Nuevas Ideas como partido político.
Sin embargo, el plazo para inscribir candidaturas para la elección presidencial de 2019 ya había concluido, ante estos obstáculos, Nayib Bukele exploró diversas alternativas políticas para asegurar su participación electoral. Inicialmente sostuvo reuniones con dirigentes del partido Cambio Democrático para evaluar posibles acuerdos; sin embargo, finalmente concretó una alianza estratégica con el partido Gran Alianza por la Unidad Nacional (GANA), lo que le permitió formalizar su candidatura y participar legítimamente en el proceso electoral.

### Inscripciones electorales
El 30 de noviembre de 2020, diversos medios de comunicación reportaron incidentes en las instalaciones del Tribunal Supremo Electoral (TSE) de El Salvador. Según las fuentes, simpatizantes del partido político Nuevas Ideas bloquearon la salida del personal del tribunal electoral y de periodistas presentes, alegando presuntas irregularidades en el proceso de inscripción de planillas de candidatos. Los manifestantes habrían colocado un candado en el portón de acceso para impedir la salida hasta que se diera respuesta a sus reclamos.
De acuerdo con la información disponible, el bloqueo se mantuvo durante aproximadamente cinco horas. Posteriormente, el TSE informó a través de su cuenta de Twitter que los militantes de Nuevas Ideas habían desalojado el lugar, permitiendo que los magistrados electorales pudieran finalmente salir de las instalaciones sin mayores percances pasadas las 9:00 p.m.

### Elecciones internas 2020

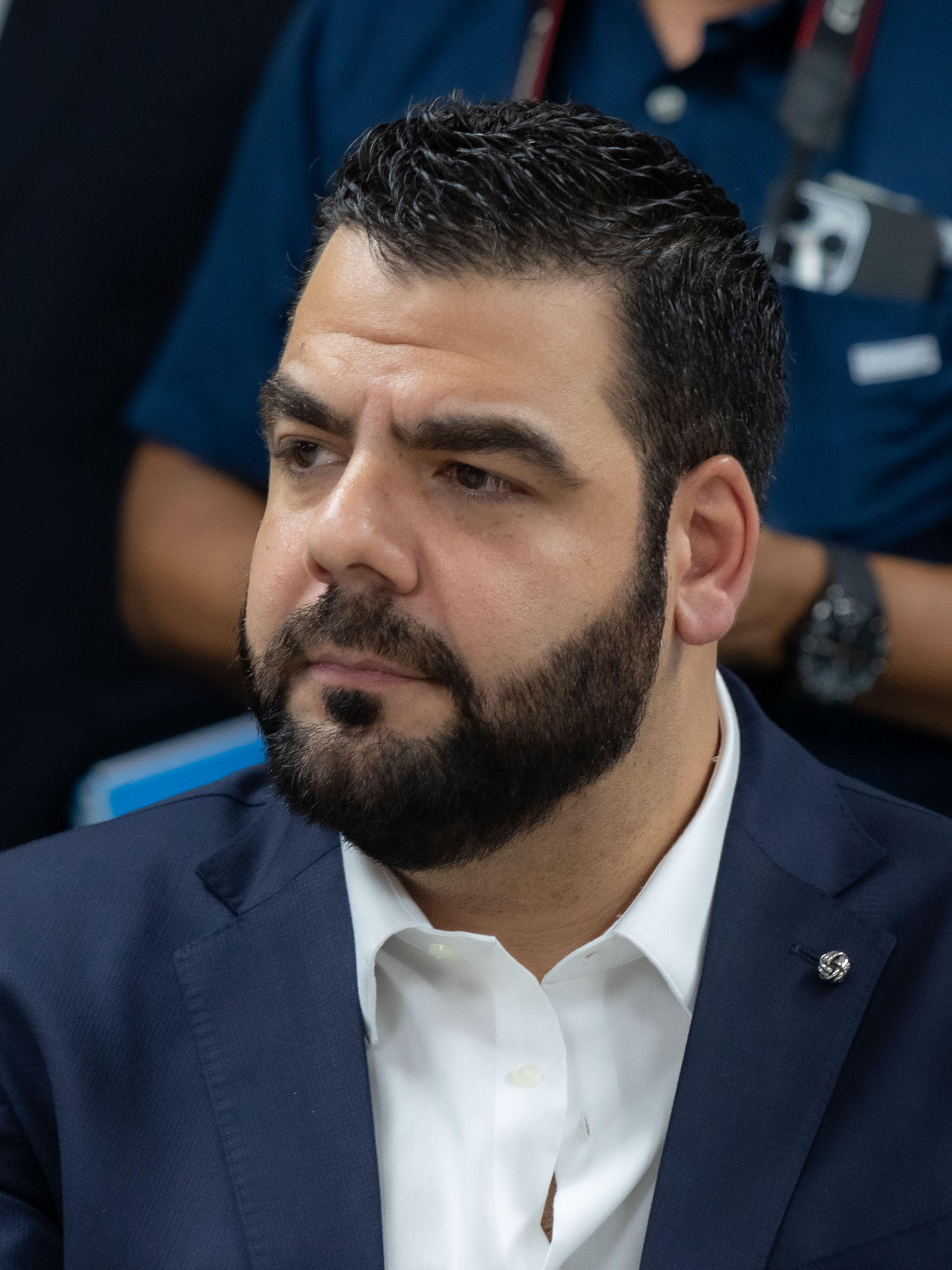
Xavier Zablah actual presidente de Nuevas Ideas.

El instituto político, en un movimiento orientado a renovar su liderazgo y fortalecer su estructura interna, convocó a elecciones internas para el 1 de marzo de 2020. Como parte de este proceso, la organización anunció la disolución de su Asamblea de Fundadores, delegando a los militantes del partido la responsabilidad de elegir la nueva dirigencia a nivel nacional.
Al disolver la Asamblea de Fundadores, que había mantenido un control centralizado sobre la organización, se abrió la posibilidad para que los afiliados participaran directamente en la selección de los nuevos líderes que encabezarían el partido a escala nacional. El partido anunció: “Este día disolvemos la Asamblea de Fundadores y concretamos que serán nuestras bases las que escogerán a las nuevas autoridades, a través de un proceso de elecciones internas”.
Según el reporte de las autoridades electorales del partido, se recibieron aproximadamente 150 denuncias relacionadas con presuntos intentos de registrar un mayor número de votos de manera irregular, a través del uso de chips. Sin embargo, las autoridades se abstuvieron de señalar específicamente qué precandidatos estaban implicados en estos supuestos intentos de vulnerar el sistema electoral interno. Las autoridades indicaron que realizarían investigaciones exhaustivas de estos casos para determinar la veracidad de las denuncias y establecer las responsabilidades correspondientes.
Asimismo, afirmaron que tomarán las medidas disciplinarias y legales pertinentes en caso de comprobar actividades fraudulentas o irregularidades en el proceso de elección de la nueva dirigencia. El partido reafirmó su compromiso con la transparencia y la integridad de los comicios internos, subrayando la importancia de garantizar elecciones democráticas y la libre participación de todos los precandidatos y militantes. Douglas Rodríguez, quien ocupaba el cargo de secretario general de la Comisión Nacional de Elecciones (CNE) del partido, explicó que, en caso de comprobarse los presuntos intentos de fraude electoral, las infracciones podrían tener implicaciones penales. Asimismo, señaló que, según los estatutos internos de la organización política, dichas acciones serían catalogadas como "muy graves".

### Elecciones legislativas 2021
En las elecciones legislativas y municipales de El Salvador de 2021, siendo su primera participación electoral, el partido Nuevas Ideas obtuvo una representación significativa. Las encuestas preelectorales realizadas por diversas firmas demoscópicas proyectaron una intención de voto superior al 60% para esta formación política. Los resultados oficiales otorgaron a Nuevas Ideas 56 diputados en la Asamblea Legislativa, 152 gobiernos municipales y 14 escaños en el Parlamento Centroamericano (PARLACEN), mientras que la coalición con GANA alcanzó aproximadamente dos tercios del total de votos emitidos.

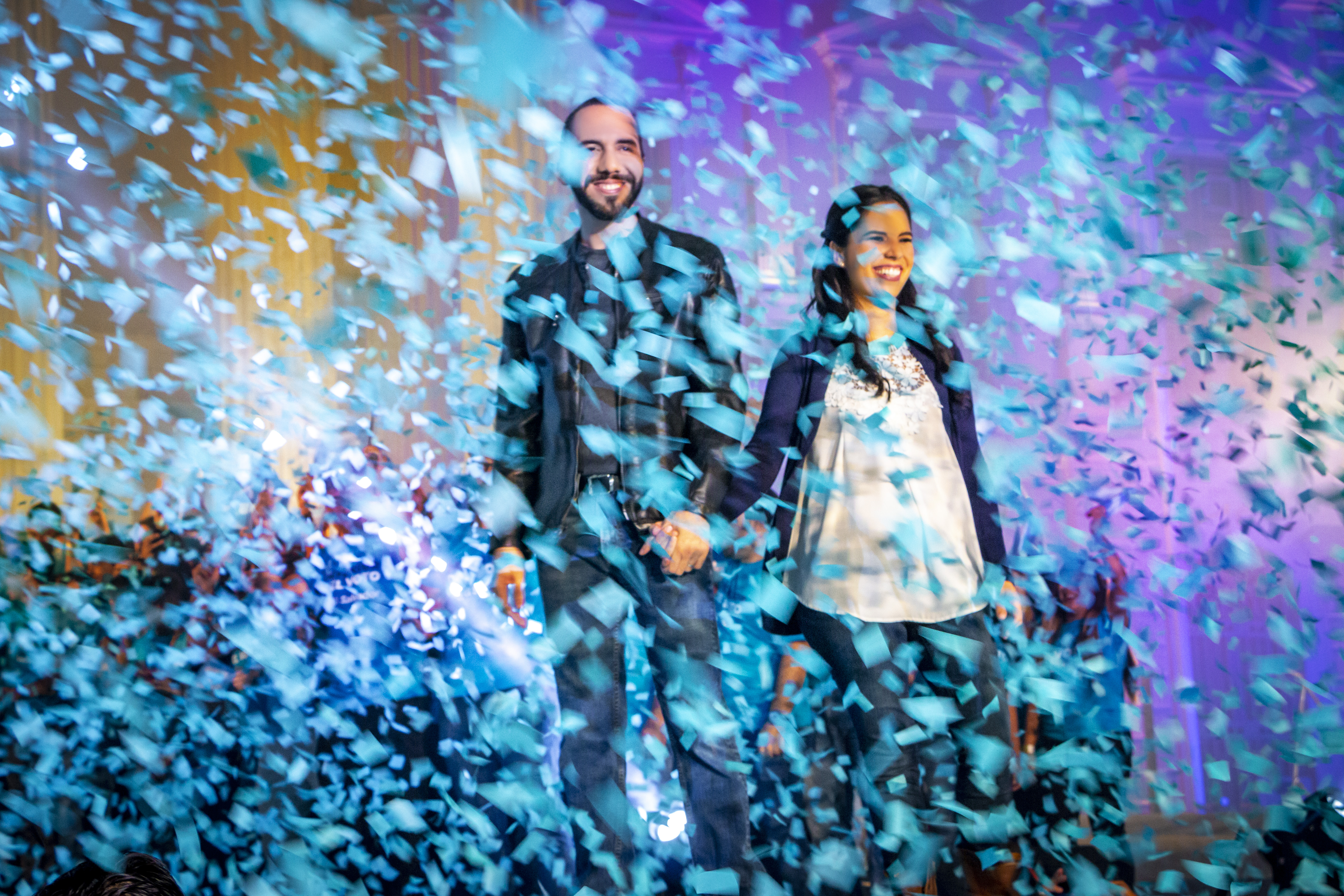
Nayib Bukele y Gabriela de Bukele durante un evento de Nuevas Ideas.

### Elecciones generales 2024
En las elecciones presidenciales y legislativas de El Salvador celebradas el 4 de febrero de 2024, Nayib Bukele obtuvo, según datos del Tribunal Supremo Electoral, el 84,65% de los votos válidos emitidos. En los comicios legislativos concurrentes, Nuevas Ideas alcanzó 54 escaños de los 60 que conforman la Asamblea Legislativa. En el ámbito municipal, la formación política ganó en 120 distritos de los 262 existentes, adjudicándose 28 de los 44 municipios. Adicionalmente, el partido logró 13 representaciones de las 20 correspondientes a El Salvador en el Parlamento Centroamericano (PARLACEN).

## Ideología
Es importante señalar que la adscripción ideológica de un partido político suele ser un tema de debate y análisis continuo, sujeto a interpretaciones y matices. Nuevas Ideas abarca una diversidad de corrientes ideológicas en su seno, destacando el Bukelismo. Nuevas Ideas según sus estatutos se define como partido político democrático, descentralizado, plural, inclusivo, sin ideologías obsoletas sino de vanguardia en la lucha por el reconocimiento de todos los derechos para todos los ciudadanos, sin exclusiones ni privilegios. Entre ellas, se han identificado tendencias tanto de izquierda como de derecha, así como elementos del liberalismo económico y el conservadurismo social.

## Demografía
Nuevas ideas es el partido más popular en El Salvador desde su creación, siendo aprobado por todas las clases sociales, géneros, religión y grupos de edades. Las clases media-alta, media y trabajadora tienden a apoyar más a Nuevas Ideas, mientras que el menor apoyo proviene de la clase alta y baja (con más del 70 % cada uno). Regionalmente, desde 2021, es apoyada por todos los departamentos y todas las regiones. En temas religiosos ha sido apoyada por la religión católica y evangélica; por otra parte, también por los no creyentes. En 2019, Nuevas Ideas-Gana era el principal partido para las generaciones más jóvenes con títulos universitarios y recién graduados, en la actualidad sigue siendo un bastión principal entre los jóvenes populares; no obstante los otros grupos de edades ahora lo apoyan de todas las maneras. El único grupo social que no apoya mayoritariamente a Nuevas Ideas son los miembros de la comunidad LGTB: desde el 2019 hasta el 2021, gran parte de la comunidad LGTB apoyaba a Nuevas Ideas debido a su ideología basada en los jóvenes actuales, no obstante desde el 2021, la mayoría apoyan a Nuestro Tiempo.

## Resultados electorales

### Elecciones presidenciales
|  | 53.10 % |

|  | 84.65 % |

### Elecciones parlamentarias
|  | 66.46 % |

|  | 70.57 % |

### Concejos Municipales
|  | 50.40 % |

|  | 39.12 % |

### Parlamento Centroamericano
|  | 68.11 % |

|  | 53.75 % |